# Signifiance (logique)
La signifiance est la dimension syntaxique du sens. Le mot désigne le sens d'une expression dans la mesure où ce sens n'est pas identifiable ni réductible à la référence. Par exemple, un syncatégorème (« tous », « ne pas », « et », « si », les connectifs, les auxiliaires du verbe exprimant les modalités logiques...) est un terme qui n'a de signification autonome, mais seulement quand il relie ou se rapporte à d'autres termes appelés catégorèmes (noms, verbes, adjectifs), il ne désigne pas de référé, il n'a de sens que dans le flux du discours. De même un type, selon Bertrand Russell, a de la signifiance, un sens syntaxique, pas de la signification.
Bertrand Russell a développé dès 1903, dans Principles of Mathematics, une théorie du sens, référentielle et antipsychologique. Tout mot possède une référence sous forme de terme. Les noms propres (grammaticaux) ont une signification (meaning) en ce qu'ils se réfèrent directement à une chose : personne ou objet : « Scott » signifie l'individu Walter Scott ; les noms généraux ont une signification en ce qu'ils se réfèrent directement aux concepts au sens large : prédicats et relations. « Le sens se déploie chez Russell en trois modalités ».

## Le sens dans sa modalité signification (meaning)
Le sens est une notion ontologique. Cette modalité est référentielle : la signification est une relation référentielle directe et immédiate. La signification des noms authentiques assure la référence immédiate à des entités réelles, qu'elles existent comme les choses la baleine particulière) ou subsistent comme les concepts (la baleine générique). Russell, contre Frege, défend une conception strictement référentielle du sens. 

## Le sens dans sa modalité dénotation (denoting)
Le sens est une notion logique. La dénotation est aussi référentielle, mais elle inaugure un processus indirect et proprement logique d'inférence. Les descriptions définies (« L'auteur de Waverley » pour désigner Walter Scott) ne dénotent plus par elles-mêmes, mais seulement contribuent à la signification, c'est-à-dire à la référence de la phrase qui les contient. En plus des noms propres et généraux, les expressions dénotantes sont des constructions linguistiques complexes qui mettent en jeu les mots logiques : « le », « tous les », « chaque »..., elles réfèrent indirectement à des choses (cas particulier de « le ») ou à des objets logiques.

## Le sens dans sa modalité signifiance (significance)
Le sens est une notion syntaxique (les logiciens parleront de « formules bien formées »). La signifiance est seule garante de la bonne formation des formules du discours. On est là dans la dimension syntaxique du sens, celle de l'usage syncatégorématique ouvert par le principe de la dénotation. À cette analyse des règles d'usage des signes complexes du langage naturel, il convient d'ajouter celle des contraintes syntaxiques de sens imposées à la construction de la langue logique elle-même.
La philosophe Suzanne Langer, s'inspirant de Cassirer, considère que :
"La musique est une forme de signifiance (...) qui, grâce à sa structure dramatique, peut exprimer des formes de l'expérience vitale pour lesquelles la langue est particulièrement inappropriée. Sa teneur (import) est constituée par les sentiments, la vie, le mouvement et l'émotion."